# Giancarlo Canetti
Pour les articles homonymes, voir Canetti.
Giancarlo Canetti (Jean-Charles), né le 15 juin 1945-7 février 2025 à Udine, est un footballeur professionnel français.

## Carrière
Il débute en professionnel au Nîmes Olympique et y reste 9 saisons (8 en D1, 1 en D2).
Après avoir été vice-champion de France en 1972 et vainqueur de la Coupe des Alpes 1972 il s'engage avec l'AC Arles pour la saison 1972-1973.
Il termine sa carrière avec l'Olympique d'Alès.